# Ambasada Rzeczypospolitej Polskiej w Republice Czeskiej z siedzibą w Pradze
Ambasada Rzeczypospolitej Polskiej w Republice Czeskiej z siedzibą w Pradze (cz. Polské velvyslanectví v České republice) – polska misja dyplomatyczna w stolicy Czech.

## Podział organizacyjny
- Wydział Polityczno-Ekonomiczny
- Wydział Konsularny i Polonii, ul. Truhlářská 13–15
- Ataszat Obrony
- Referat Administracyjno-Finansowy
- Instytut Polski w Pradze, Malé náměstí 1
- Szkolny Punkt Konsultacyjny im. Św. Jadwigi przy Ambasadzie RP w Pradze (Polská škola při Polském Velvyslanectví), ul. Boleslavova 1/250

## Historia
Stosunki dyplomatyczne z Czechami nawiązano po odrodzeniu Rzeczypospolitej w 1919 r.
W okresie międzywojennym Polska utrzymywała sieć konsulatów w Czechosłowacji, m.in.
- Bogumin, agencja konsularna (1920–1922)
- Bratysława, konsulat (1925–1938), konsulat generalny (1938–1939), poselstwo (1939–)
- Koszyce, konsulat (1918), wicekonsulat (1922–1924), agencja konsularna (1925–1928), wicekonsulat (1928–1931)
- Ostrawa, konsulat (1921–1939)
- Praga, konsulat (1918–1939), konsulat generalny (1939)
- Sewlusz, agencja konsularna (1938–1939)
- Użhorod, wicekonsulat (1928–1933), konsulat (1934–1938)

Do 29 marca 1990 przy Ambasadzie funkcjonowała Grupa Operacyjna Nr 5 MSW PRL.

## Siedziba
W okresie międzywojennym poselstwo RP mieściło się w Pałacu Kinskich przy Staroměstské námestí 11 i 12 (1922–1934), w Pałacu Fürstenbergów przy Valdstyńskiej 10 (1934–1939). Konsulat ulokowano w Pałacu Portheima przy ul. Štefánikovej 68/12 w dzielnicy Praga-Smichov (1922), ul. Štefánikovej 46 (1927), w budynku „U černé růže” przy Na příkopě 12 (1932–1934), Jungmannovej 7 (1936–1939), Švédskej 40 (1939).
Od 1934 r. polskie przedstawicielstwo dzierżawi w Pradze wybudowany u podnóża Hradczan po 1580 pałac, który obecny kształt przybrał około 1600. Początkowo renesansowy, w latach 1743–1747 zyskał cechy obiektu barokowego (arch. Jan Blažej Santini-Aichel, František Maxmilián Kaňka, Kilián Ignác Dientzenhofer). Jego właścicielem od 1714 był hrabia z Vrbna, następnie od połowy XVIII wieku hrabia Václav Kazimír Netolicki z Eisenbergu (Netolický palác), w latach 1822–1920 rodzina Fürstenberg. Stąd do dzisiaj używana nazwa (Fürstenberský palác). Jej protoplasta – książę Karl Egon II był właścicielem huty żelaza w Nižborze, członkiem Królewskiej Akademii Nauk, wsparł też finansowo utworzenie Muzeum Narodowego w Pradze (Národní muzeum). W piwnicy prowadził sprzedaż wyrobów metalowych wyprodukowanych przez swoją hutę. W 1958 r. obiekt uznano za zabytek. W okresie międzywojennym mieściło się w nim Ministerstwo Opieki Społecznej, a następnie polskie poselstwo (1934–1939). W okresie II wojny światowej w pałacu mieścił się Zarząd Majątku Fürstenbergów. W 1945 r. poselstwo pomieszczono najpierw w hotelu Ambassador przy pl. Wacława 840/5, następnie w tymże roku w przedwojennej siedzibie urzędu w pałacu Fürstenbergów, gdzie mieści się do dziś.
Prowadzone są negocjacje na temat uregulowania stanu właścicielskiego pałacu.
Do pałacu przylega też przekształcony w XVII wieku z dotychczasowych winnic Wielki ogród Fürstenbergów (Velká Fürstenberská zahrada), o powierzchni 1,5 ha, w znacznej części publicznie udostępniony.
W okresie PRL cały szereg komórek ambasady mieściło się też przy pl. Wacława, np. Wydział Konsularny i Biuro Radcy Handlowego przy Václavské náměstí 49, a Polski Ośrodek Kultury i Informacji (Polské informační a kulturní středisko) przy Václavské náměstí 19.

## Galeria

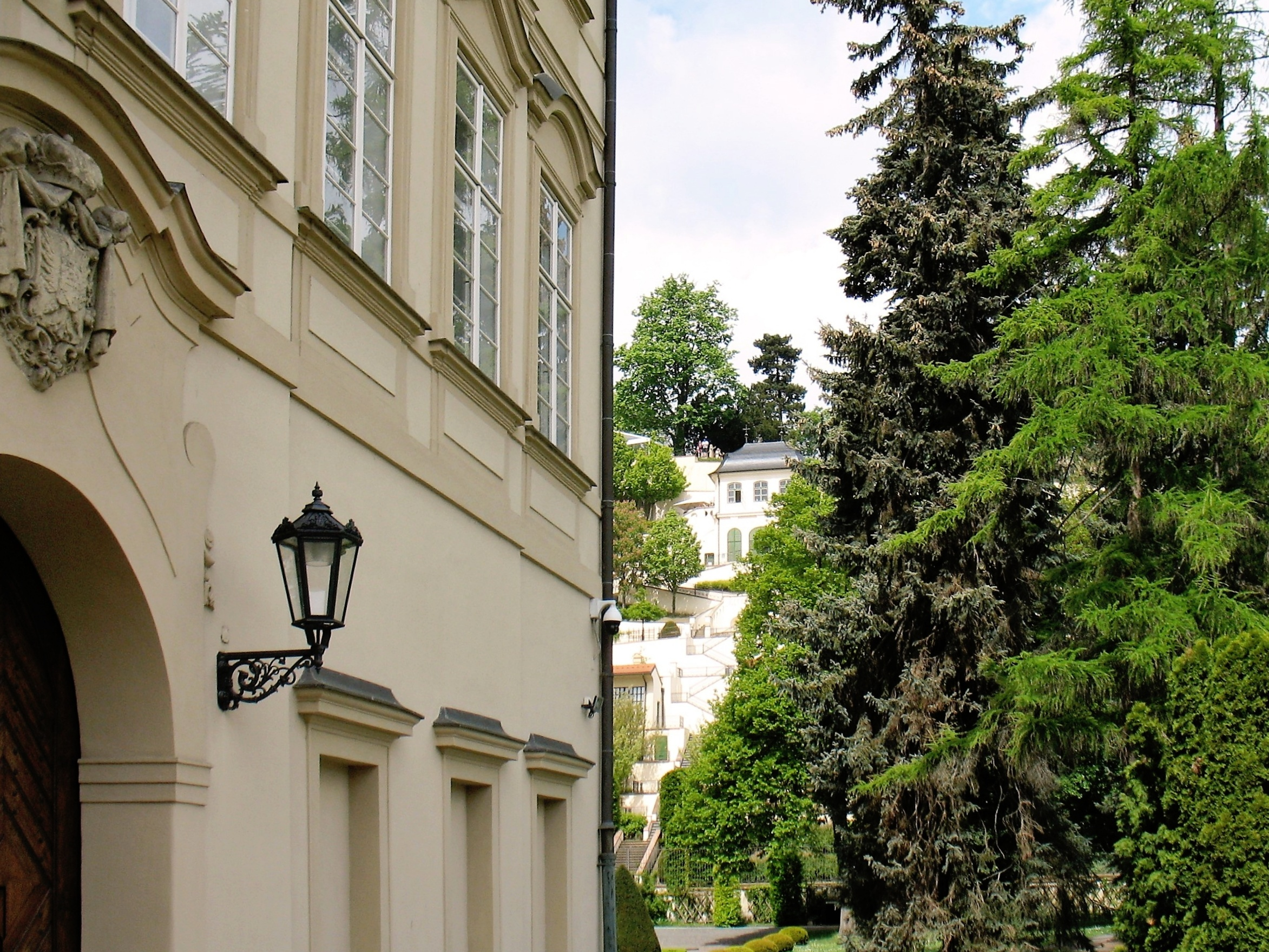
Portal z herbem von Fürstenberg
Herb von Fürstenberg
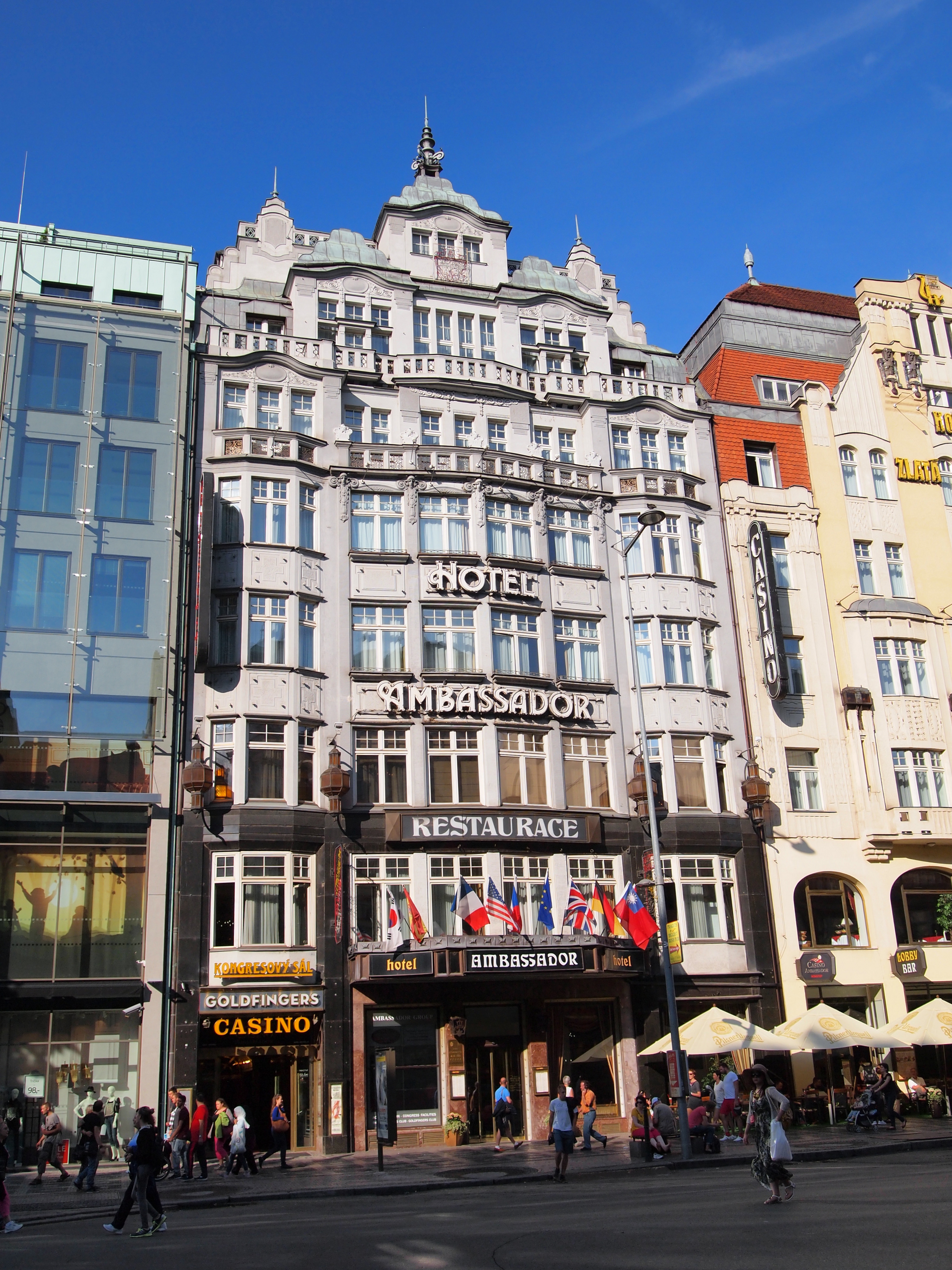
Hotel Ambassador[5], Poselstwo RP, 1945
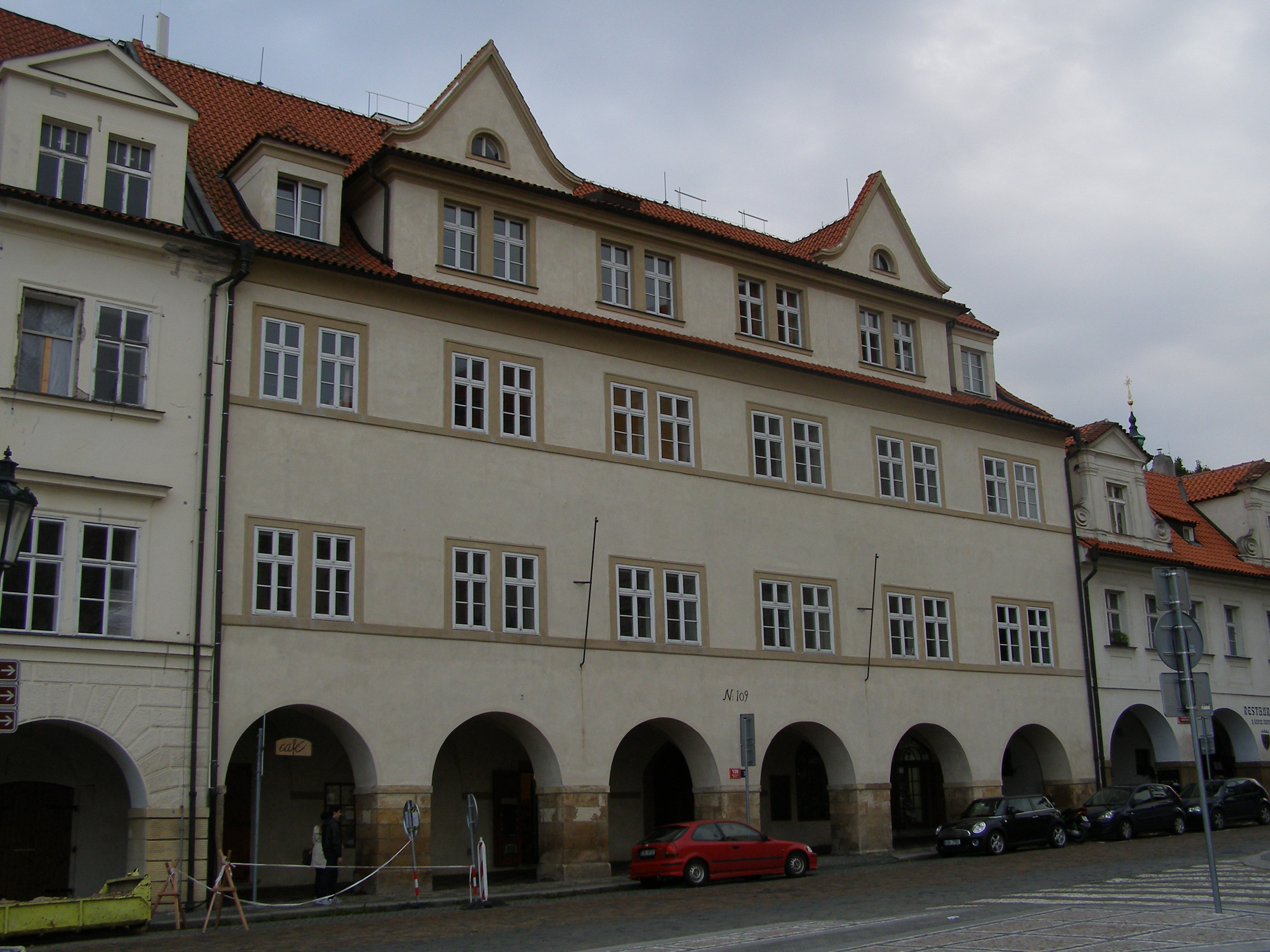
Były Wydz. Promocji, Handlu Ambasady
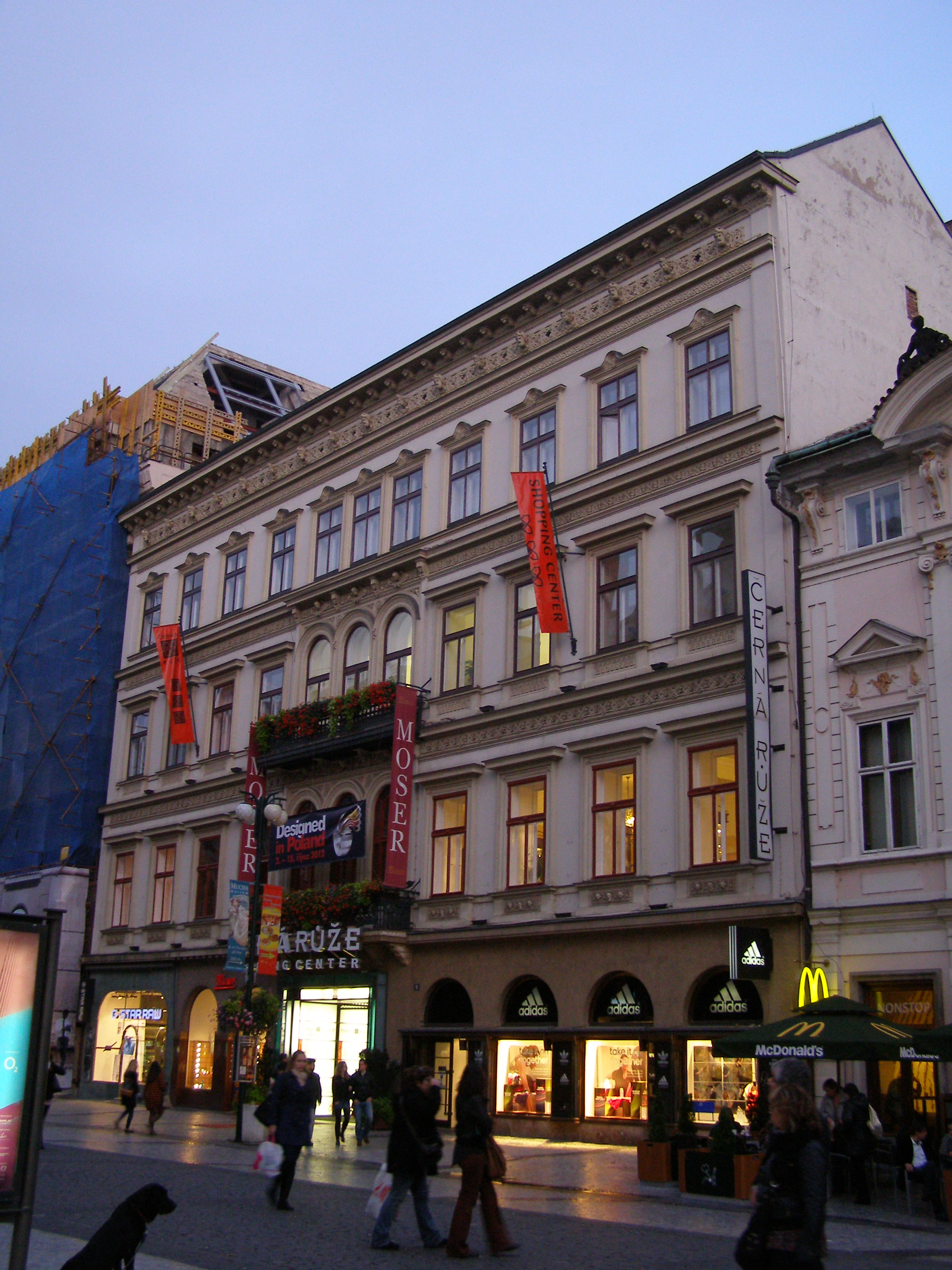
Dom U černé růže[7] Konsulat (1932–34)
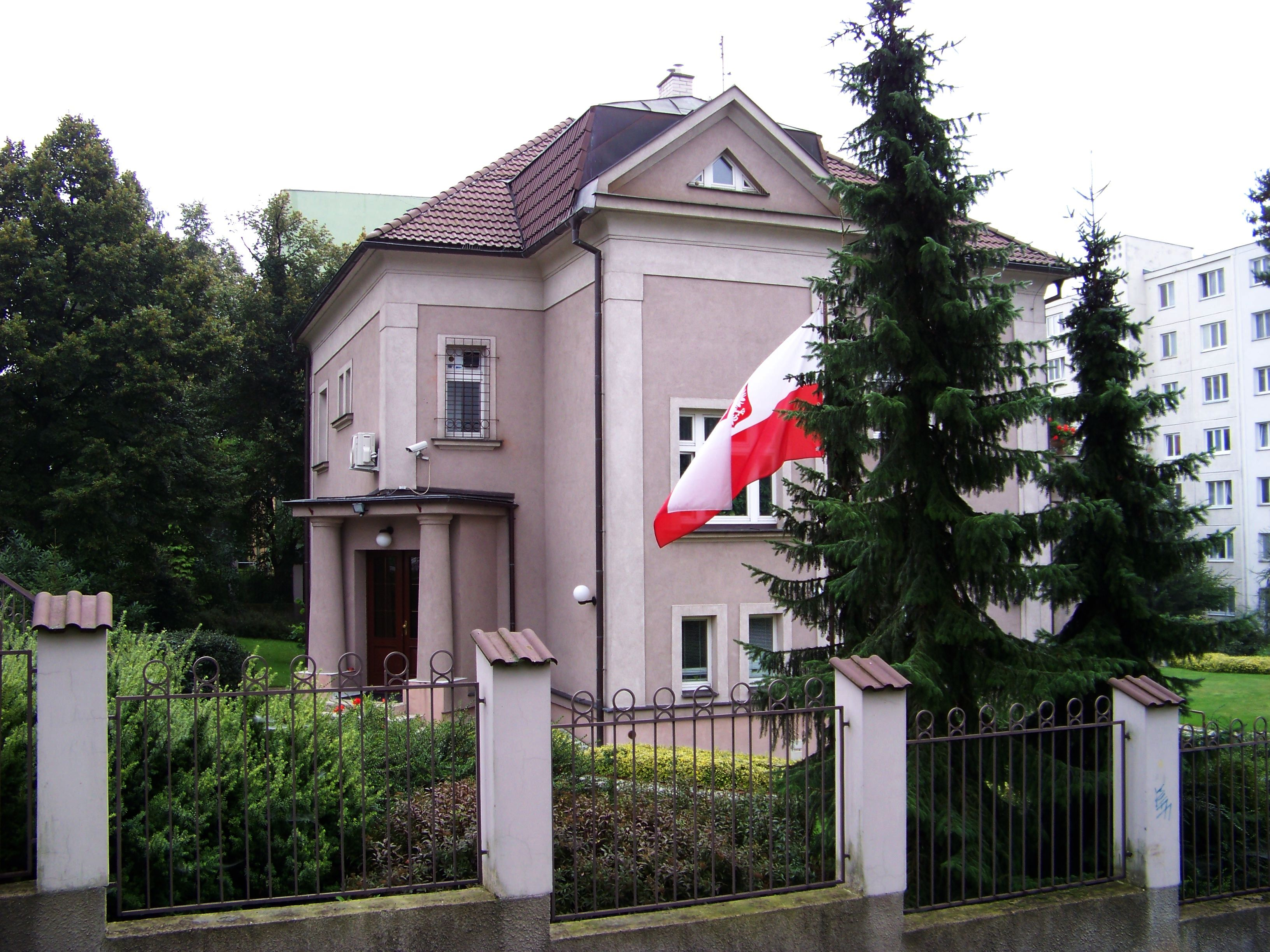
Były Wydział Konsularny Ambasady RP
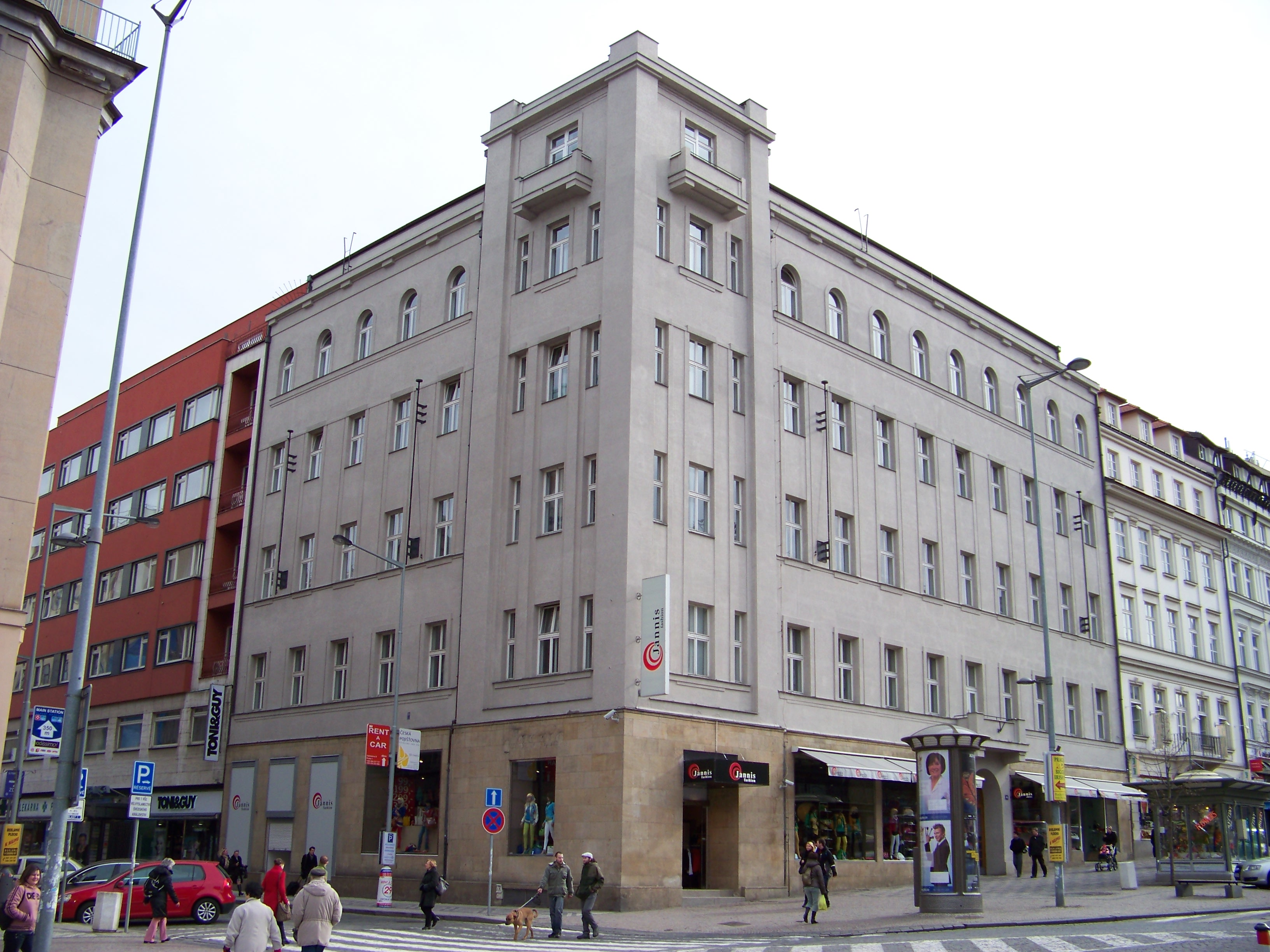
Byłe Biuro Radcy Handlowego RP
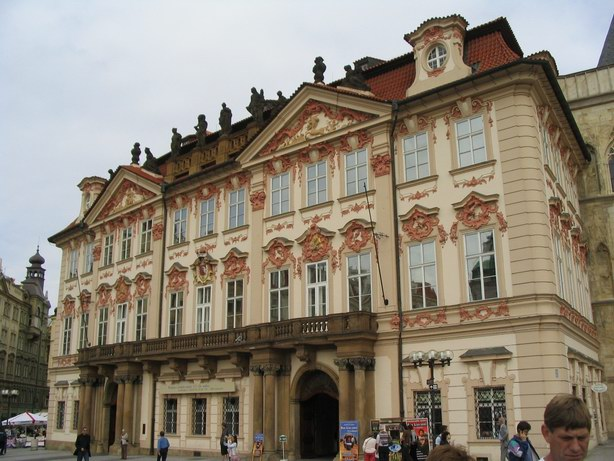
Pałac Kinskich, Poselstwo (1922–34)
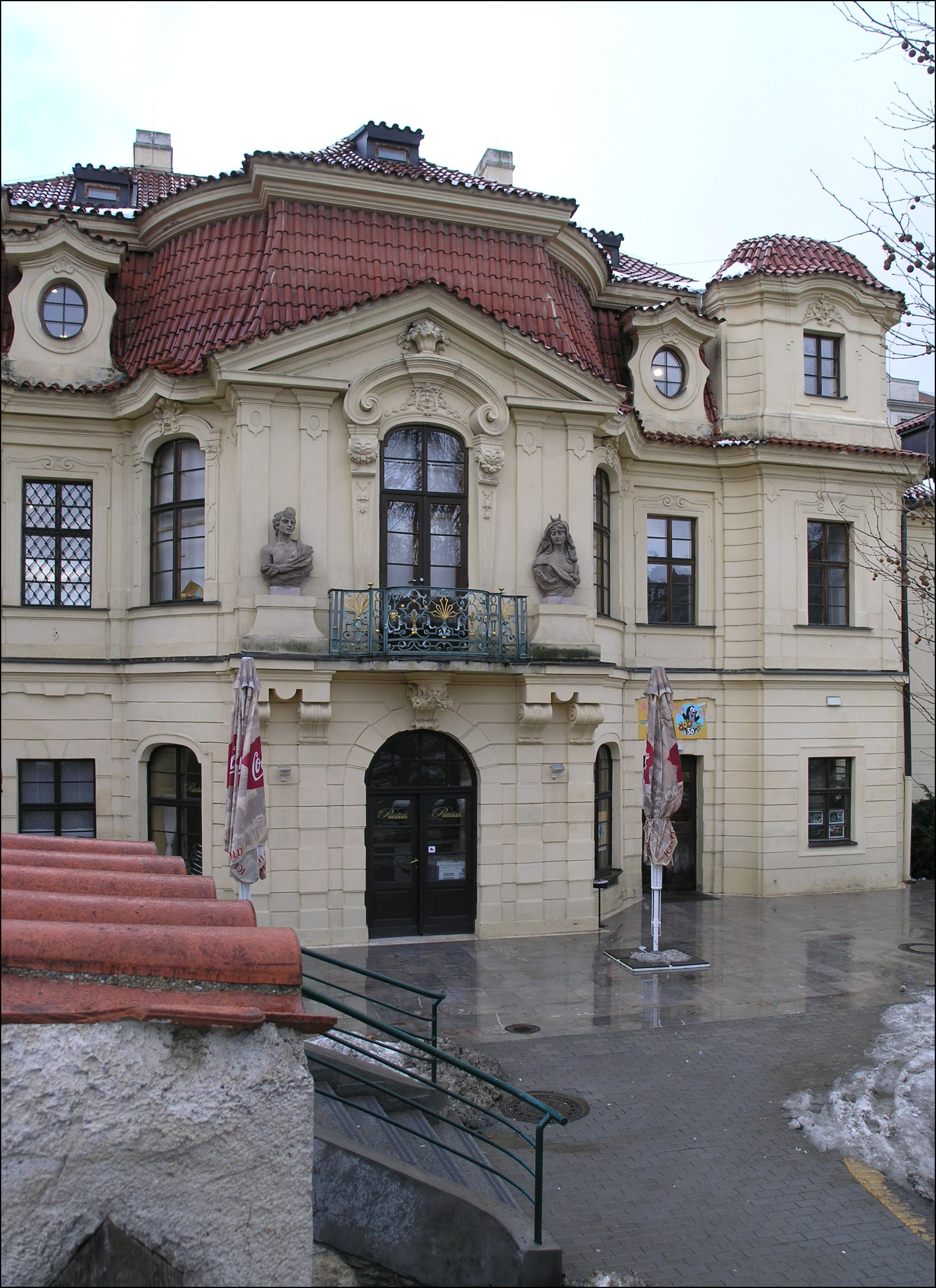
Pałac Portheima[9], Konsulat RP (1922)
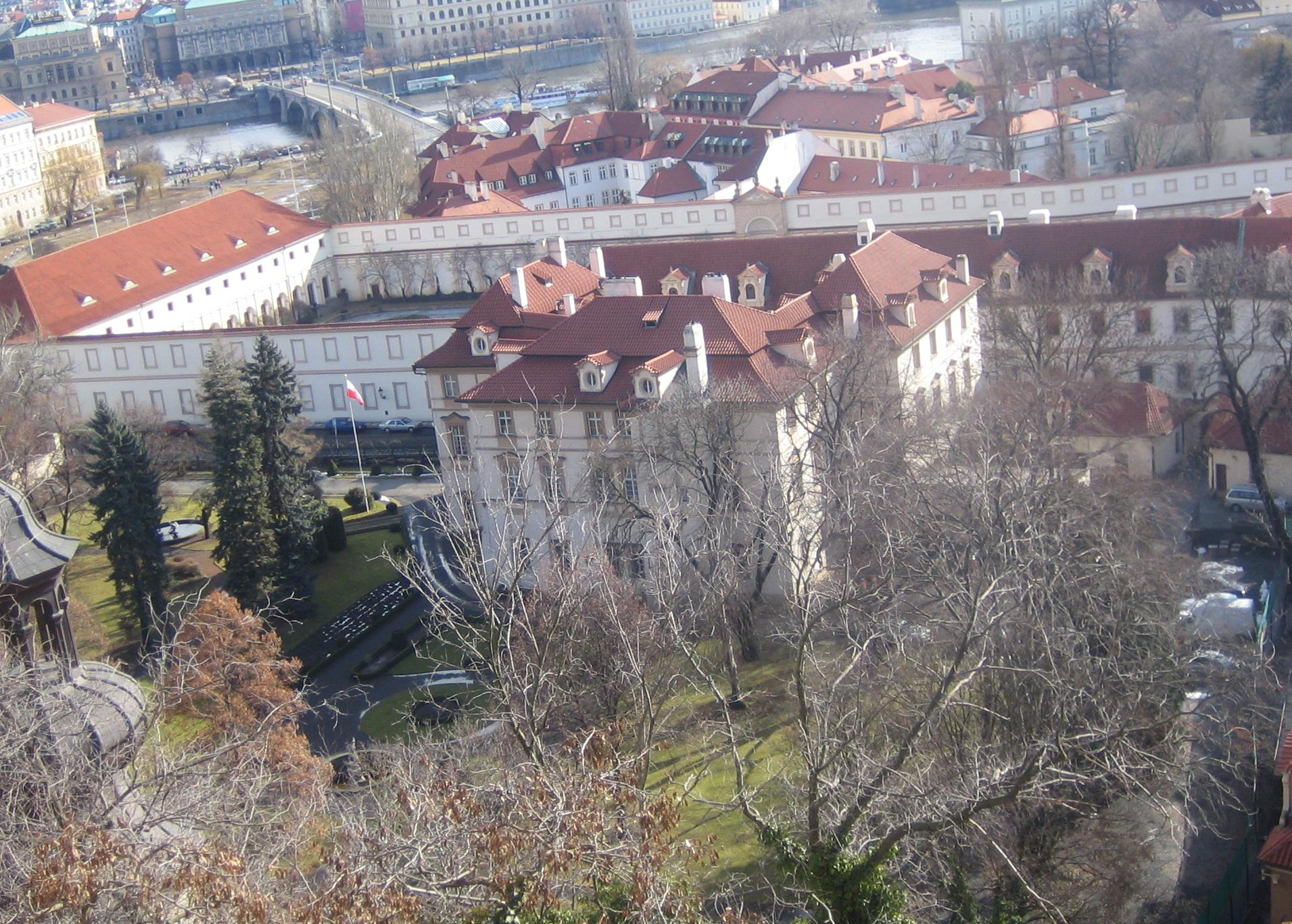
Ambasada od Hradczan